# Mártires (ort)
Mártires är en ort i Argentina.   Den ligger i provinsen Misiones, i den nordöstra delen av landet, 800 km norr om huvudstaden Buenos Aires. Mártires ligger 171 meter över havet och antalet invånare är 1 135.
Terrängen runt Mártires är huvudsakligen platt, men söderut är den kuperad. Närmaste större samhälle är Leandro N. Alem, 19,7 km söder om Mártires.
I omgivningarna runt Mártires växer i huvudsak städsegrön lövskog. Runt Mártires är det ganska glesbefolkat, med 38 invånare per kvadratkilometer.